# Henrique Henkin
Henrique Henkin (Erechim, 13 de janeiro de 1917 — Porto Alegre, 24 de janeiro de 2009) foi um político brasileiro.
Filho de judeus russos, que vieram para o Brasil patrocinados pela Jewish Colonization Association, fundada pelo Barão Moritz Hirsch. Foi correspondente do jornal A Fronteira, de propriedade de Flores da Cunha, foi delegado de polícia em Vacaria. Formou-se na Faculdade Livre de Direito de Porto Alegre, em 1943. Transferiu-se para Porto Alegre onde, durante a prefeitura de Leonel Brizola, foi secretário dos transportes e presidente da Companhia Carris Porto-Alegrense, até o ano de 1950, eleito deputado estadual.
Foi eleito, em 3 de outubro de 1963, deputado estadual, pelo Partido Trabalhista Brasileiro, para a 41ª Legislatura da Assembleia Legislativa do Rio Grande do Sul, de 1963 a 1967.
Em 1966, já no Movimento Democrático Brasileiro, foi eleito deputado federal, mandato que exerceu durante dois anos, até ser cassado pelo Ato Institucional nº 5.